# 알피코 교통
알피코 교통 주식회사(일본어: アルピコ交通株式会社, あるぴここうつう)는 일본 나가노현 마쓰모토시에 본사를 두는 철도・노선버스・대절 버스 사업자이다.
2011년 3월 31일까지는 마쓰모토 전기철도(일본어: 松本電気鉄道, まつもとでんきてつどう)이라는 명칭이었다.

## 역사
- 1920년 5월 29일: 지쿠마 철도(일본어: 筑摩鉄道, ちくまてつどう)로 설립.
- 1921년 10월 2일: 시마시마선 마쓰모토 ~ 니무라 구간이 개통.
- 1922년
  - 5월 3일: 니무라 ~ 하타 구간이 개통
  - 9월 26일: 하타 ~ 시마시마 구간이 개통함으로 전 구간이 개통.
  - 10월 31일: 지쿠마 전기철도(일본어: 筑摩電気鉄道, ちくまでんきてつどう)로 회사 명칭을 변경.
- 1924년 4월 19일: 아사마선 개통.
- 1932년 12월 2일: 마쓰모토 전기철도로 회사 명칭을 변경.
- 1955년: 시마시마선을 가미코치선으로 노선 명칭을 변경.
- 1964년 4월 1일: 아사마선 폐지.
- 1983년 9월 28일: 가미코치선 신시마시마 ~ 시마시마 구간이 재해로 운행 휴지.
- 1985년 1월 1일: 가미코치선 신시마시마 ~ 시마시마 구간이 폐지함.
- 2011년 4월 1일: 가와나카지마 버스(일본어: 川中島バス)와 스와 버스(일본어: 川中島バス)를 합병하고 회사 명칭을 알피코 교통으로 변경.

## 사업

### 철도
- 가미코치선: 마쓰모토 ~ 신시마시마 14.4km

### 버스
- 마쓰모토 전철 버스: 본사, 오사카 지사, 도쿄 지사
- 가와나카지마 버스: 나가노 지사
- 스와 버스: 스와 지사
- 알피코 하이랜드 버스: 대절 버스 사업